# Muslim Sadulaev
Muslim Sultanovič Sadulaev (in russo Садулаев, Муслим Султанович?; 12 ottobre 1995) è un lottatore russo, specializzato nella lotta libera.  Ai campionati europei di lotta di Bucarest 2019 ha vinto la medaglia d'argento nella categoria fino a 57 chilogrammi

## Palmarès
- Europei

Bucarest 2019: argento nei 57 kg.